# Пархимовский сельсовет
Пархимовский сельсовет — упразднённая административная единица на территории Берестовицкого района Гродненской области Белоруссии. Административный центр сельсовета находился в деревне Пархимовцы, расположенной в 8 км от районного центра г. п. Б. Берестовица, общая площадь сельсовета составляла — 8132 гектара.

## Состав
Пархимовский сельсовет включал 21 населённый пункт:
- Бергели — деревня.
- Вороны — деревня.
- Данилки — деревня.
- Долбенки — деревня.
- Жабры — деревня.
- Жукевичи — деревня.
- Зайковщина — деревня.
- Каленики — деревня.
- Карповцы — деревня.
- Ковалики — деревня.
- Кончаны — деревня.
- Леоновичи — деревня.
- Лисневичи — деревня.
- Людвиново — деревня.
- Пархимовцы — агрогородок.
- Петровцы — деревня.
- Полежино — хутор.
- Синьки — деревня.
- Старинцы — деревня.
- Старый Дворец — агрогородок.
- Эйминовцы — деревня.

## История
Пархимовский сельский Совет был образован в 1973 году путём переименования Данилковского сельсовета, образованного в сентябре 1939 года.
Первым председателем Данилковского сельского Совета был избран Курило Александр Иванович — житель деревни Долбенки.
На фронтах Великой Отечественной войны принимало участие 222 жителя сельсовета. Из них не вернулось домой 123 человека. 52 мирные жителя деревень были расстреляны, 18 человек замучено в концлагерях. Из угнанных в Германию на работу 8 человек не вернулись домой.
18 октября 2013 года территорию и населённые пункты сельсовета включили в состав Берестовицкого сельсовета.

## Демография
В 2011 году в 764 хозяйствах граждан проживало 1851 человек: из них детей до 15 лет — 283 человека: трудоспособного населения — 1046 человек; людей пожилого возраста — 542 человека. Инвалидов 1 и II группы, пользующихся льготами — 102 человека, одиноких престарелых — 64 человека, одиноко проживающих − 327 человек, людей в возрасте старше 80 лет — 136 человек, участников ВОВ — 3 человека, узников концлагерей — 11 человек, 30 многодетных семей.

## Промышленность и сельское хозяйство
- Сельскохозяйственный производственный кооператив «Пархимовцы», специализируется на мясо-молочной продукции, выращивании зерна, сахарной свеклы, картофеля.
- Филиал Гродненского республиканского унитарного предприятия электроэнергетики «Гродноэнерго» — агрофирма «Старый Дворец».
- Фермерские хозяйства: Дунича В. В. — 50,9514 га, Иванова О. В. — 49,1 га, Ленкова И. Л. — 3,0 га, Богдановича А. А. — 26,5405 га.

## Социальная сфера
«Пархимовская общеобразовательная базовая школа» на 192 места, «Пархимовский ясли-сад» на 40 мест, «Учебно-педагогический комплекс Стародворецкий детский сад — базовая школа» на 108 мест.
На территории сельсовета работало два комплексно-приемные пункта: в агрогородке Пархимовцы, в агрогородке Старый Дворец, 2 фельдшерско-акушерских пункта: в агрогородках Пархимовцы и Старый Дворец.
Работали Стародворецкий центральный Дом культуры, Пархимовский Дом культуры и досуга, Пархимовская сельская библиотека, "Стародворецкая сельская библиотека, Эйминовская сельская библиотека, где функционировал дом социальных услуг.

## Памятные места
В агрогородках Пархимовцы, Карповцы, Эйминовцы, Старый Дворец установлены памятники в честь воинов и односельчан, погибших в Великую Отечественную войну.

## Достопримечательности
На территории сельсовета в агрогородке Старый Дворец расположен старинный парк.